# Burghofen
Burghofen ist ein Stadtteil von Waldkappel im nordhessischen Werra-Meißner-Kreis.

## Geographische Lage
Burghofen liegt etwa vier Kilometer südwestlich der Waldkappeler Kernstadt im Stölzinger Gebirge. Es befindet sich an den Mündungen des Fisch- und Goldbachs in den Schemmerbach. Etwa 2 km südöstlich erhebt sich das Ziegenküppel mit einem Aussichtsturm. Durch das Dorf führt die Landesstraße 3226 (Schemmern–Burghofen–Friemen).

## Geschichte

### Ortsgeschichte
Die älteste bekannte schriftliche Erwähnung von Burghofen erfolgte unter dem Namen Barkoben im Jahr 1334.
Spuren, wie z. B. die einer Burg über dem Ort, lassen auf eine Besiedlung zur Zeit Karls des Großen schließen. Im Jahre 1540 hatte Burghofen 150 Einwohner, 1939 waren es 696. Im Mittelalter wurde hier Flachs angebaut und Leinenweberei betrieben. Von Heinrich Christoph Jussow wurde 1777/78 eine schlichte Kirche auf den Grundmauern der ehemaligen Kapelle gebaut.
Burghofen wurde dreimal Kreissieger im Wettbewerb Unser Dorf soll schöner werden.
Hessische Gebietsreform (1970–1977)
Im Zuge der Gebietsreform in Hessen wurde die bis dahin selbständige Gemeinde Burghofen zum 1. Oktober 1971 auf freiwilliger Basis in die Stadt Waldkappel eingemeindet. Für Burghofen sowie für alle ehemals eigenständigen Gemeinden von Waldkappel und die Kerngemeinde wurde ein Ortsbezirk mit Ortsbeirat und Ortsvorsteher nach der Hessischen Gemeindeordnung gebildet.

### Verwaltungsgeschichte im Überblick
Die folgende Liste zeigt die Staaten und Verwaltungseinheiten, denen Burghofen angehört(e):
- vor 1567: Heiliges Römisches Reich, Landgrafschaft Hessen, Amt Spangenberg
- ab 1654: Heiliges Römisches Reich, Landgrafschaft Hessen-Kassel, Amt Spangenberg
- ab 1806: Landgrafschaft Hessen-Kassel, Amt Spangenberg
- 1807–1813: Königreich Westphalen, Departement der Werra, Distrikt Eschwege, Kanton Bischhausen
- ab 1815: Kurfürstentum Hessen, Amt Spangenberg[7]
- ab 1821/22: Kurfürstentum Hessen, Provinz Niederhessen, Kreis Eschwege[8][Anm. 2]
- ab 1848: Kurfürstentum Hessen, Bezirk Eschwege
- ab 1851: Kurfürstentum Hessen, Provinz Niederhessen, Kreis Eschwege
- ab 1867: Königreich Preußen, Provinz Hessen-Nassau, Regierungsbezirk Kassel, Kreis Eschwege
- ab 1871: Deutsches Reich, Königreich Preußen, Provinz Hessen-Nassau, Regierungsbezirk Kassel, Kreis Eschwege
- ab 1918: Deutsches Reich, Freistaat Preußen, Provinz Hessen-Nassau, Regierungsbezirk Kassel, Kreis Eschwege
- ab 1944: Deutsches Reich, Freistaat Preußen, Provinz Kurhessen, Landkreis Eschwege
- ab 1945: Deutsches Reich, Amerikanische Besatzungszone, Groß-Hessen, Regierungsbezirk Kassel, Landkreis Eschwege
- ab 1946: Deutsches Reich, Amerikanische Besatzungszone, Hessen, Regierungsbezirk Kassel, Landkreis Eschwege
- ab 1949: Bundesrepublik Deutschland, Hessen, Regierungsbezirk Kassel, Landkreis Eschwege
- ab 1972: Bundesrepublik Deutschland, Hessen, Regierungsbezirk Kassel, Landkreis Eschwege, Stadt Waldkappel
- ab 1974: Bundesrepublik Deutschland, Hessen, Regierungsbezirk Kassel, Werra-Meißner-Kreis

## Bevölkerung

### Einwohnerstruktur 2011
Nach den Erhebungen des Zensus 2011 lebten am Stichtag dem 9. Mai 2011 in Bischhausen 210 Einwohner. Darunter waren 3 (1,4 %) Ausländer.
Nach dem Lebensalter waren 45 Einwohner unter 18 Jahren, 72 zwischen 18 und 49, 51 zwischen 50 und 64 und 45 Einwohner waren älter. Die Einwohner lebten in 84 Haushalten. Davon waren 21 Singlehaushalte, 24 Paare ohne Kinder und 36 Paare mit Kindern, sowie 6 Alleinerziehende und keine Wohngemeinschaften. In 18 Haushalten lebten ausschließlich Senioren und in 54 Haushaltungen lebten keine Senioren.

### Einwohnerentwicklung
| Quelle: Historisches Ortslexikon |                                       |
| • 1585:                          | 31 Hausgesesse mit ca. 150 Einwohnern |
| • 1585:                          | 30 Haushaltungen                      |
| • 1747:                          | 39 Haushaltungen                      |

| Burghofen: Einwohnerzahlen von 1834 bis 2015 | Burghofen: Einwohnerzahlen von 1834 bis 2015 | Burghofen: Einwohnerzahlen von 1834 bis 2015 | Burghofen: Einwohnerzahlen von 1834 bis 2015 | Burghofen: Einwohnerzahlen von 1834 bis 2015 |
| --- | -------------------------------------------- | -------------------------------------------- | -------------------------------------------- | -------------------------------------------- |
| Jahr |                                              |                                              |                                              | Einwohner                                    |
| 1834 | 1834                                         |                                              | 260                                          | 260                                          |
| 1840 | 1840                                         |                                              | 282                                          | 282                                          |
| 1846 | 1846                                         |                                              | 283                                          | 283                                          |
| 1852 | 1852                                         |                                              | 268                                          | 268                                          |
| 1858 | 1858                                         |                                              | 244                                          | 244                                          |
| 1864 | 1864                                         |                                              | 264                                          | 264                                          |
| 1871 | 1871                                         |                                              | 219                                          | 219                                          |
| 1875 | 1875                                         |                                              | 260                                          | 260                                          |
| 1885 | 1885                                         |                                              | 232                                          | 232                                          |
| 1895 | 1895                                         |                                              | 293                                          | 293                                          |
| 1905 | 1905                                         |                                              | 279                                          | 279                                          |
| 1910 | 1910                                         |                                              | 277                                          | 277                                          |
| 1925 | 1925                                         |                                              | 287                                          | 287                                          |
| 1939 | 1939                                         |                                              | 245                                          | 245                                          |
| 1946 | 1946                                         |                                              | 391                                          | 391                                          |
| 1950 | 1950                                         |                                              | 390                                          | 390                                          |
| 1956 | 1956                                         |                                              | 384                                          | 384                                          |
| 1961 | 1961                                         |                                              | 280                                          | 280                                          |
| 1967 | 1967                                         |                                              | 246                                          | 246                                          |
| 1970 | 1970                                         |                                              | 249                                          | 249                                          |
| 1980 | 1980                                         |                                              | ?                                            | ?                                            |
| 1990 | 1990                                         |                                              | ?                                            | ?                                            |
| 2000 | 2000                                         |                                              | ?                                            | ?                                            |
| 2011 | 2011                                         |                                              | 210                                          | 210                                          |
| 2015 | 2015                                         |                                              | 194                                          | 194                                          |
| Datenquelle: Historisches Gemeindeverzeichnis für Hessen: Die Bevölkerung der Gemeinden 1834 bis 1967. Wiesbaden: Hessisches Statistisches Landesamt, 1968. Weitere Quellen: LAGIS; Stadt Waldkappel; Zensus 2011 |                                              |                                              |                                              |                                              |

### Historische Religionszugehörigkeit
| • 1885: | 232 evangelische (= 100 %) Einwohner                               |
| • 1961: | 248 evangelische (= 88,57 %), 30 katholische (= 10,71 %) Einwohner |